# Acer triflorum
Acer triflorum là một loài thực vật có hoa trong họ Bồ hòn. Loài này được Kom. mô tả khoa học đầu tiên năm 1901.

## Hình ảnh

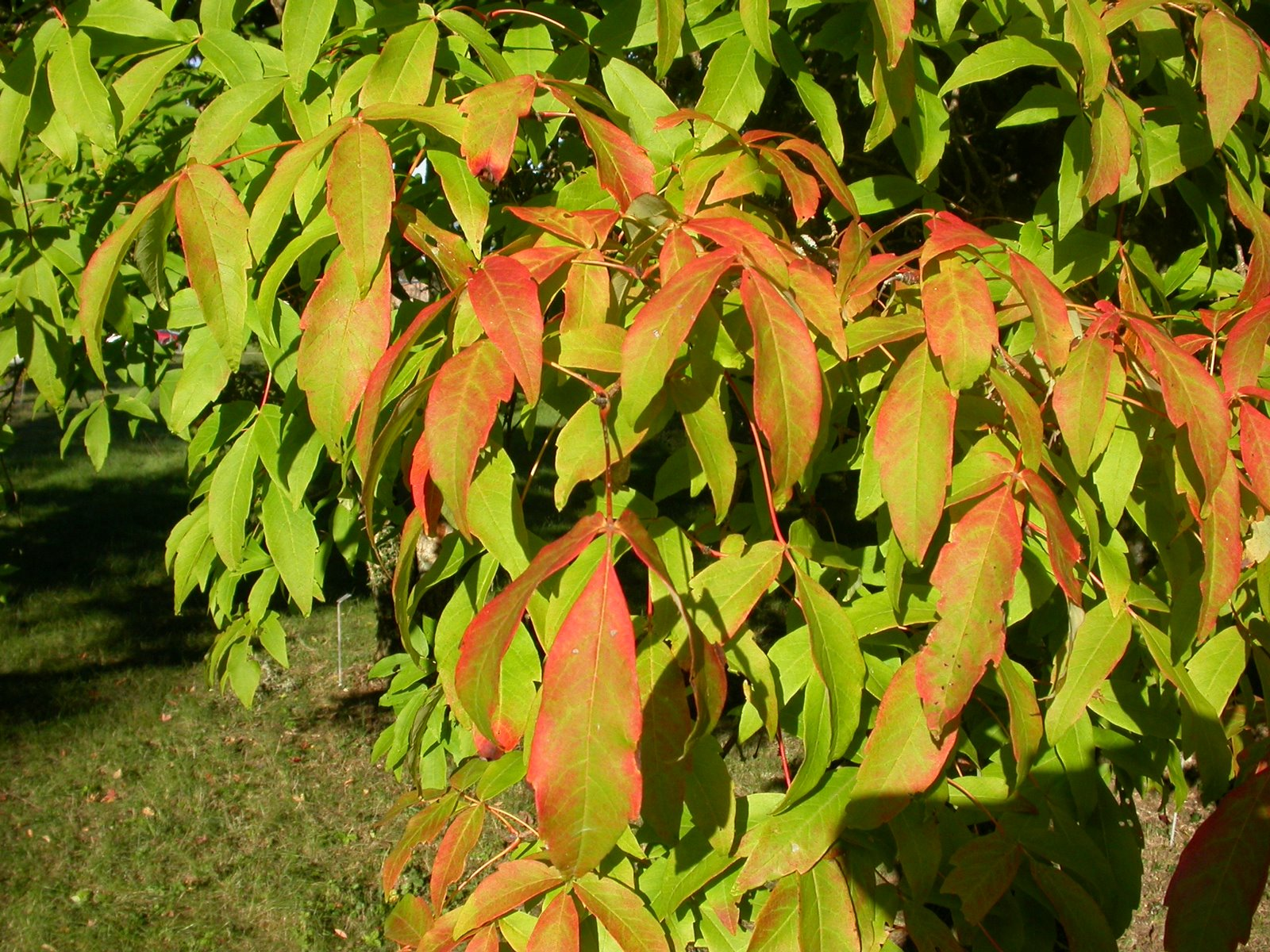
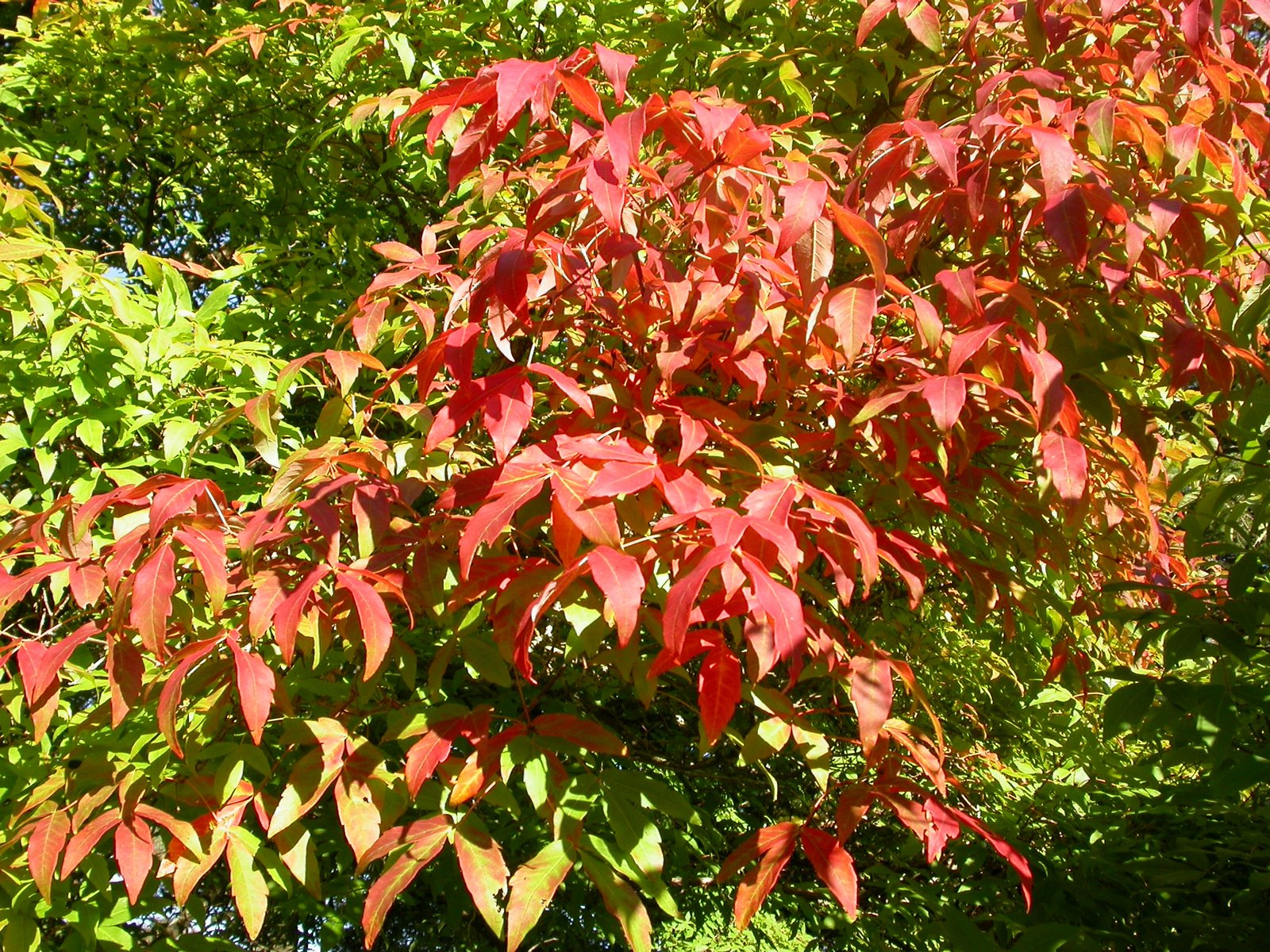
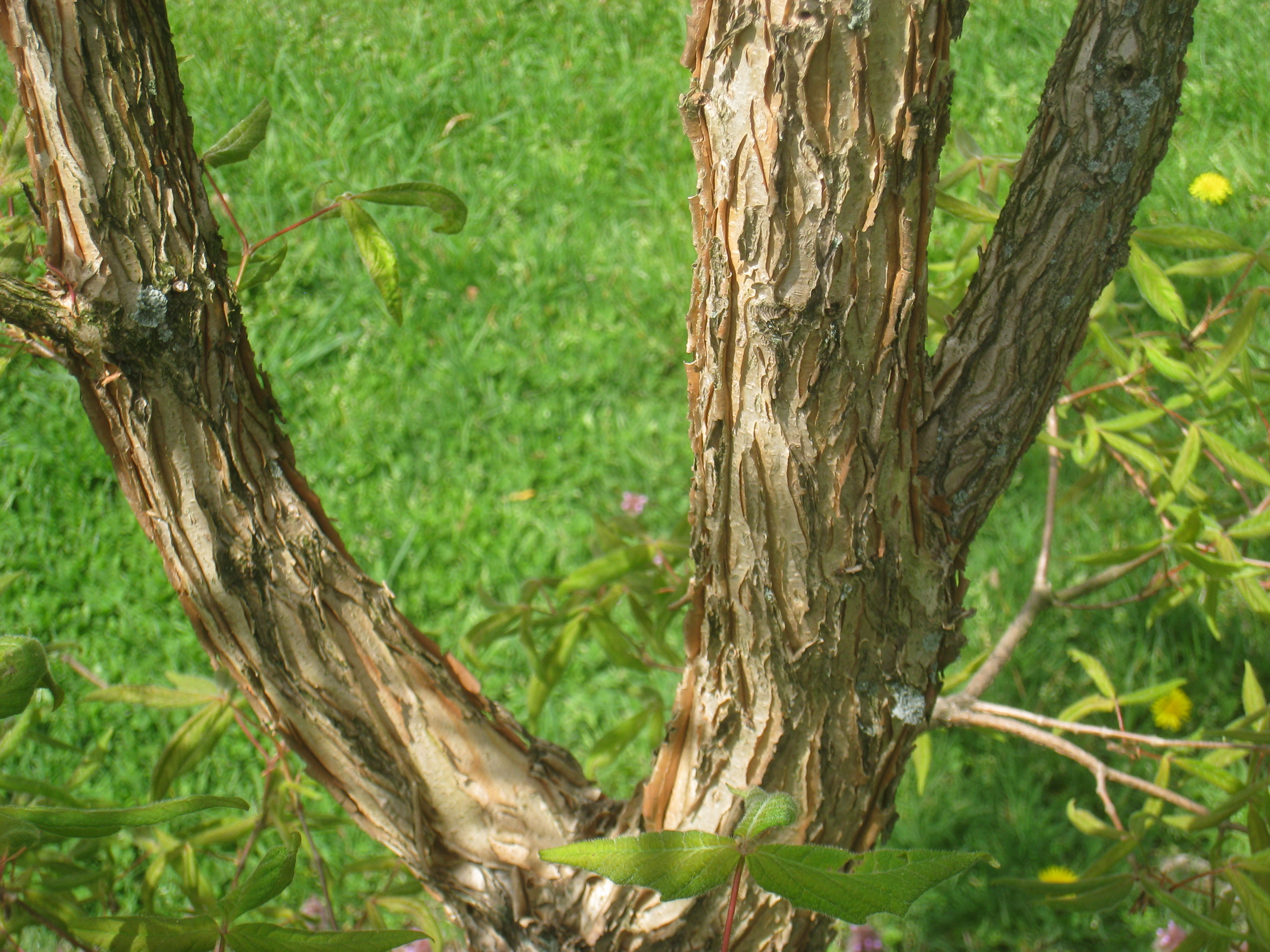
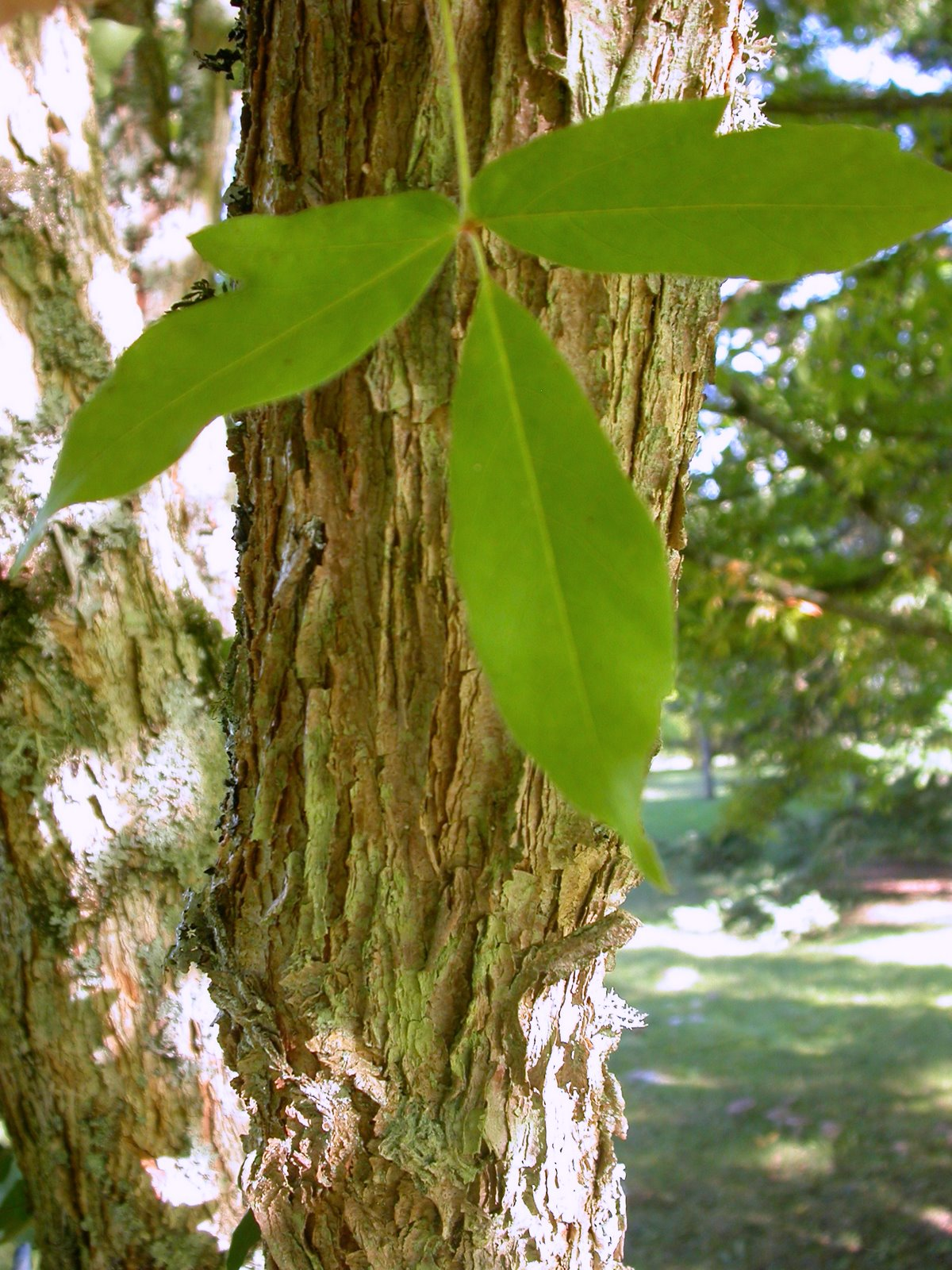